# Fossorio
In zoologia il termine fossòrio (dal latino fossorius, derivante da fodĕre = "scavare") indica un organismo con abitudini fossorie, cioè che trascorre la propria esistenza scavando il terreno. Il termine può stare ad indicare anche il particolare adattamento delle zampe di alcuni mammiferi come le talpe o di alcuni insetti come i grillotalpidi (cosiddette zampe fossòrie).
Abitudini di vita fossorie si riscontrano tra i mammiferi, i rettili, gli anfibi, i pesci, e in molti raggruppamenti di invertebrati (artropodi, molluschi, echinodermi, vermi, etc.)

## Mammiferi

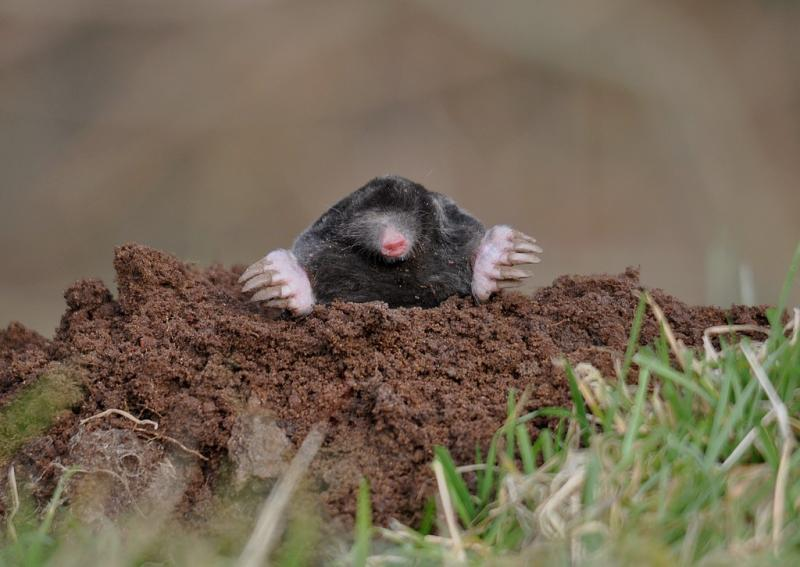
Talpa europaea

Hanno stile di vita fossorio le talpe eurasiatiche e nordamericane, le talpe dorate sudafricane e le talpe marsupiali australiane. Pur appartenendo ad ordini differenti ed essendosi evolute in zone geografiche molto distanti tra loro, hanno occupato la stessa nicchia ecologica e per convergenza evolutiva hanno sviluppato caratteri anatomici, quali le zampe anteriori, larghe e munite di unghia corte e molto robuste, e meccanismi di adattamento fisiologico estremamente simili.
Hanno abitudini fossorie anche molti roditori, tra i quali vanno segnalati, per la particolarità dei meccanismi di adattamento alla vita sotterranea, i Batiergidi, noti comunemente come ratti-talpa. Tipico rappresentante di questa famiglia è l'eterocefalo glabro (Heterocephalus glaber), un piccolo mammifero a sangue freddo diffuso nelle zone aride dell'Africa orientale.

## Rettili

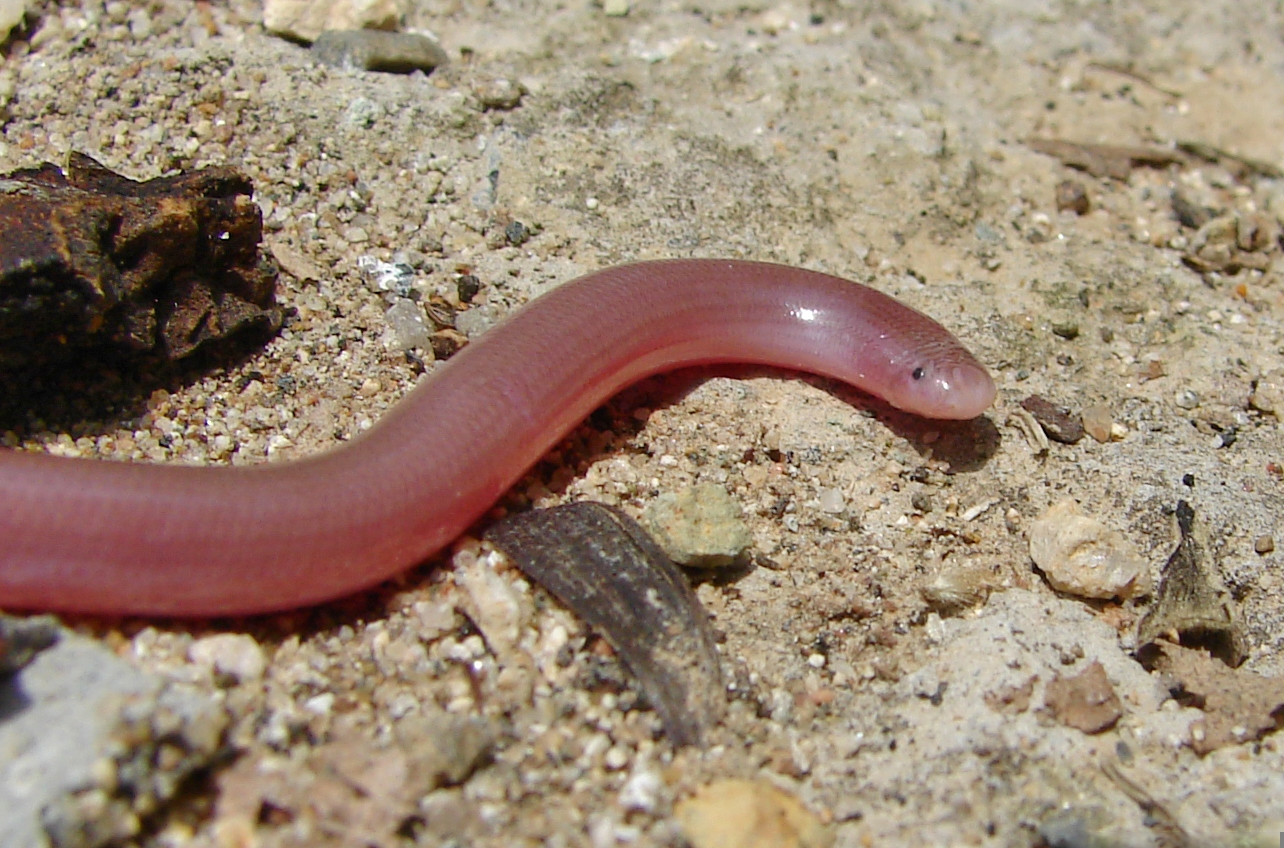
Xerotyphlops vermicularis, serpente fossorio dell'infraordine Scolecophidia.

È interamente composto da specie fossorie il sottordine delle anfisbenie, rettili dall'aspetto vermiforme diffusi principalmente in Africa e Sud America..
Una dei due maggiori raggruppamenti tassonomici del sottordine dei serpenti, l'infraordine Scolecophidia, comprende oltre 400 specie, tutte caratterizzate da abitudini fossorie. Si tratta di serpenti di piccole dimensioni, comunemente denominati "serpenti verme", che in genere non superano i 30 cm di lunghezza, e che hanno una conformazione cilindrica, con la testa difficilmente distinguibile dal resto del corpo, e occhi vestigiali. Trascorrono la loro esistenza sottoterra, nutrendosi di formiche, termiti e delle loro larve.
Lo stile di vita fossorio caratterizza infine anche alcune specie del sottordine dei sauri tra cui i dibamidi e alcuni scincidi, caratterizzati da corpi affusolati con arti vestigiali. Alcuni scinchi, tra cui l'africano Scincus scincus, sono detti "pesci del deserto"  per la loro capacità di "nuotare" all'interno dei terreni sabbiosi.

## Anfibi

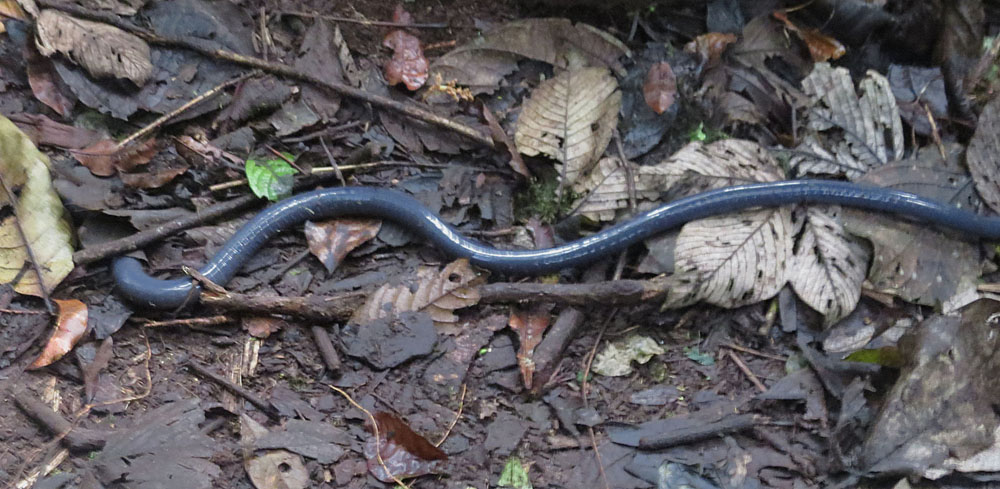
Le cecilie (nella foto
Caecilia nigricans) sono tipici anfibi fossoriali.

Tra gli anfibi, l'ordine dei Gimnofioni (o Apodi) è quasi interamente composto da specie con stile di vita fossorio, che vivono sottoterra o negli strati di sedimenti sommersi di corsi di acqua dolce. Si tratta di anfibi con corpo vermiforme ed inanellato, privi di arti, col cranio composto da ossa fuse insieme per formare una solida placca che li aiuta negli spostamenti nel terreno, con occhi ridotti o assenti, dotati di piccoli tentacoli davanti alle narici.
Non mancano esempi di stile di vita fossorio anche tra gli Anuri. Per esempio tra i rappresentanti della sottofamiglia Cophylinae (Microhylidae) la fossorietà si è sviluppata indipendentemente in vari momenti della storia evolutiva della sottofamiglia, che annovera sia specie fossorie, che terrestri che arboricole. Altri esempi di fossorietà si hanno tra i Pelobatidi, piccola famiglia di anuri a cui appartiene l'elusivo pelobate fosco (Pelobates fuscus), rana caratterizzata dalla presenza di speroni metatarsali particolarmente sviluppati, cranio osseo corazzato e corpo globulare con arti poco sviluppati, che conduce esistenza fossoria per gran parte dell'anno, all'infuori della stagione riproduttiva.
Tra gli Urodeli con abitudini fossorie possono essere infine citati gli ambistomatidi, noti anche come salamandre del fango, alcuni pletodontidi, tra cui i geotritoni (Speleomantes spp.), alcuni inobidi e alcuni amfiumidi.

## Pesci

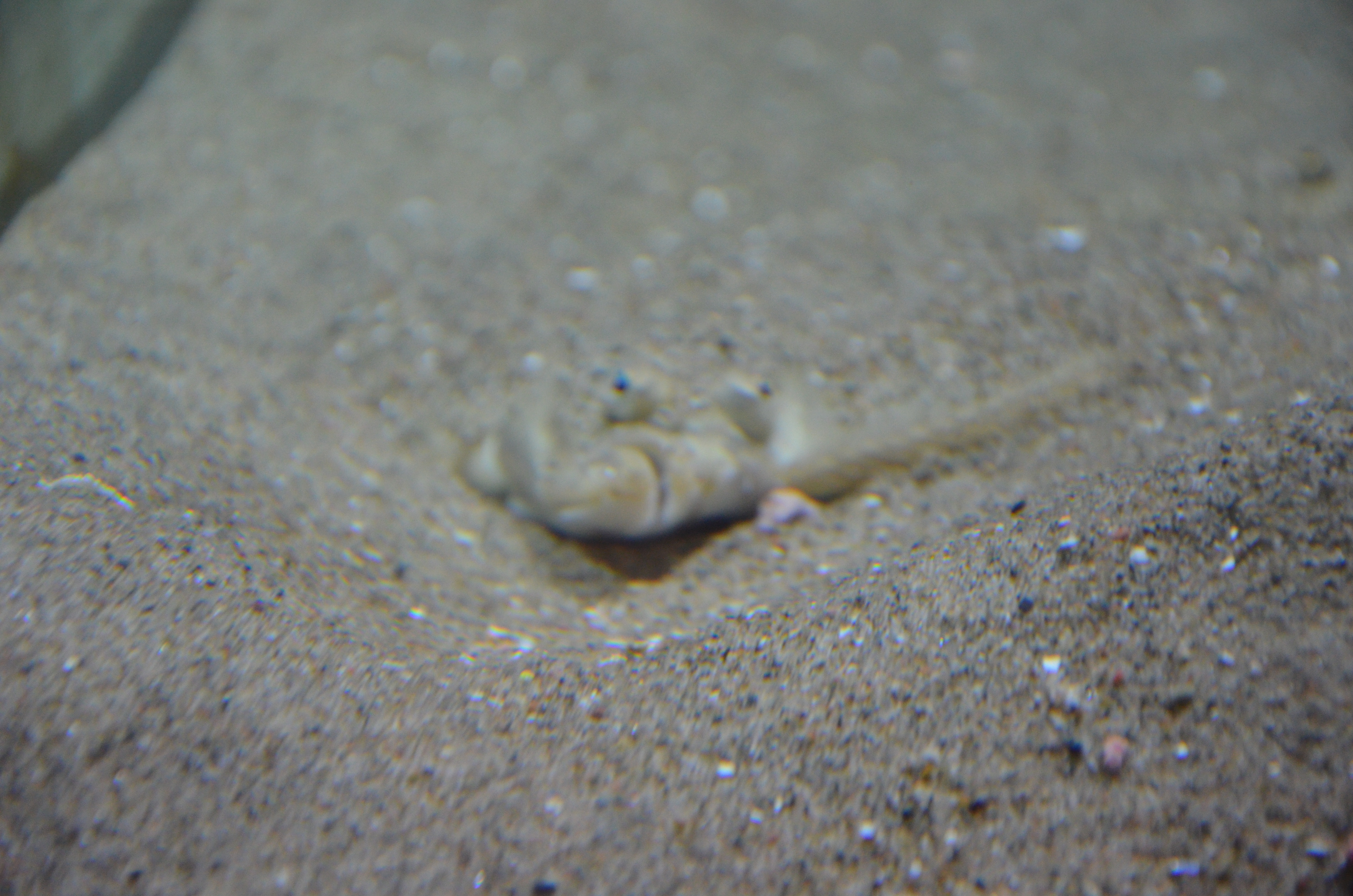
Una sogliola (Scophthalmus maximus) quasi interamente insabbiata

Tra i pesci esistono molte specie che possono essere definite fossorie per la loro abitudine di nascondersi sotto la sabbia.
Si può trattare sia di predatori che utilizzano tale tecnica per tendere agguati alle loro prede, come per esempio gli scorfani, i pesci pietra o le razze, sia di potenziali prede che si insabbiano per trovare riparo, come molti labridi, sogliole e rombi.
Alcune specie di acqua dolce, come per esempio i mastacembalidi, superano la stagione secca scavando buche lungo le rive o i fondali prosciugati, dove si rintanano per alcuni mesi, fino alla successiva stagione delle piogge.

## Echinodermi
Il phylum degli echinodermi comprende numerosi organismi con stile di vita fossorio. Molte specie di ricci di mare (p.es. Dendrasteridae spp., Clypeasteridae spp., Rotulidae spp.), dotate
guscio appiattito, adatto a penetrare i fondali marini sabbiosi, si nutrono inghiottendo grandi quantità di sabbia, di cui digeriscono solo le particelle di sostanza organica in essa contenute. Tra le stelle marine possono essere citate le specie del genere Astropecten, che durante il giorno vivono infossate nel sedimento dei fondali sabbiosi o fangosi e ne fuoriescono solo nelle ore notturne per cacciare.
Vivono parzialmente sepolte nella sabbia e nel fango anche molte specie di oloturie, che per la loro abitudine di ingurgitare e filtrare grandi quantità di sedimento svolgono un ruolo ecologico importante, favorendo la decomposizione del materiale organico e accelerandone la degradazione.

## Molluschi
Molti molluschi bivalvi, come le vongole, i cannolicchi e i fasolari, vivono sotto i sedimenti sabbiosi o fangosi dei fondali marini e sono dotati di un piede atto allo scavo.
Anche tra i gasteropodi esistono esempi di organismi fossori come per esempio gli enigmatici Testacellidae.
Sono tipici organismi fossori anche gli scafopodi, molluschi marini dotati di conchiglia conico-cilindrica che vivono interrati sui fondali, nutrendosi di foraminiferi.

## Vermi

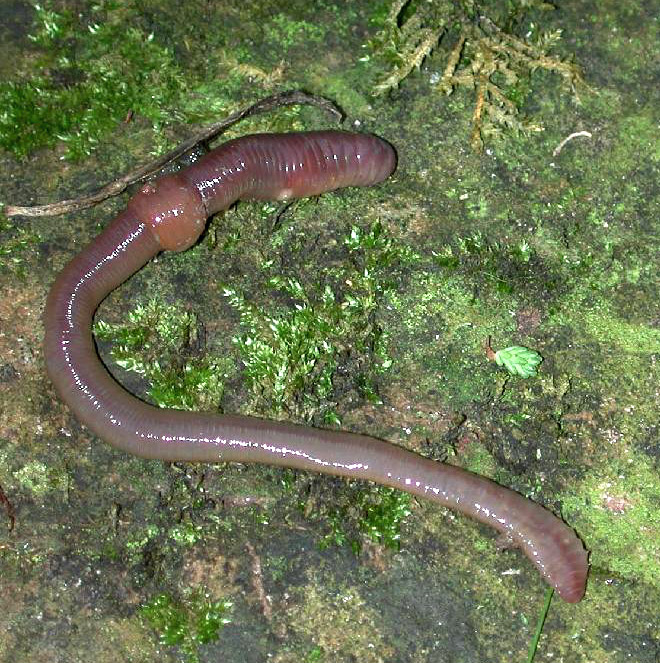
Lumbricus terrestris

Il phylum degli Anellidi annovera una grande varietà di organismi fossori, i più noti dei quali sono senz'altro i lombrichi (classe Clitellata, sottoclasse Oligochaeta). Questi organismi possono vivere negli strati più superficiali del suolo (p.es. Lumbricus rubellus), o in gallerie semi-verticali profonde da alcuni decimetri a oltre due metri (p.es. Lumbricus terrestris). Per i loro molteplici effetti sulla struttura fisica e biochimica del suolo tali organismi hanno una notevole importanza ecologica: incorporando materiale organico nel suolo, sminuzzandolo e accelerandone la degradazione da parte di organismi più piccoli, questi invertebrati contribuiscono ai processi di decomposizione, e favoriscono la stabilizzazione della sostanza organica. Numerosi esempi di fossorietà si possono citare anche tra i Polychaeta (p.es. Owenia fusiformis, Magelona johnstoni, Anapagurus breviaculeatus, Thia polita).
Anche il phylum dei Platelminti comprende numerose specie che vivono nel fango e nella sabbia dei fondali marini, salmastri e dulciacquicoli. I più noti sono le planarie (classe Turbellaria), piccoli vermi che vivono nel fondo sabbioso o fangoso dei laghi e degli stagni, considerati dei sensibili bioindicatori della qualità delle acque.

## Artropodi

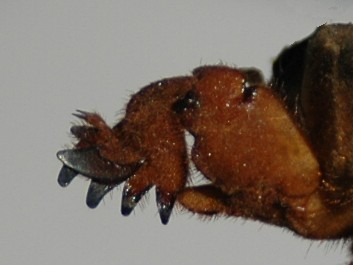
Zampa fossoria di un grillotalpa

Abitudini fossorie si riscontrano in molte specie di insetti, ragni  e crostacei.
Tra gli ortotteri si possono citare le specie appartenenti alle famiglie Gryllotalpidae e Tridactylidae, che trascorrono la maggior parte della loro esistenza in gallerie scavate nel terreno e mostrano macroscopici adattamenti anatomici a tale stile di vita, quali zampe robuste atte allo scavo.
Molte specie di imenotteri vespoidei costruiscono i loro nidi sottoterra (p.es Mutillidi, Pompilidi, Scolidi, Sapigidi e Sfecidi) e le loro larve conducono una esistenza fossoria sino al completamento dello sviluppo. Per tale motivo furono in passato raggruppati dall'entomologo Pierre André Latreille in un'unica famiglia denominata per l'appunto Fossori.
Molteplici esempi di adattamento allo stile di vita fossorio si ritrovano tra i coleotteri, in particolare tra gli scarabeoidei; tali insetti presentano protorace compatto e tibie anteriori dotate di robusti denti che facilitano lo scavo.
Tra i neurotteri un tipico esempio di organismi fossori sono le larve dei mirmeleontidi, comunemente noti con il nome formicaleone, voraci carnivori che vivono in tane ad imbuto scavate nella sabbia in cui attraggono le loro prede.
L'abitudine di vivere in tane scavate nel terreno è molto diffusa anche tra i ragni; numerosi esempi possono essere citati tra i terafosidi (p.es. Haplopelma spp., Brachypelma spp., Sericopelma spp.), gli ctenizidi, i nemesidi e i licosidi.

## Paleontologia

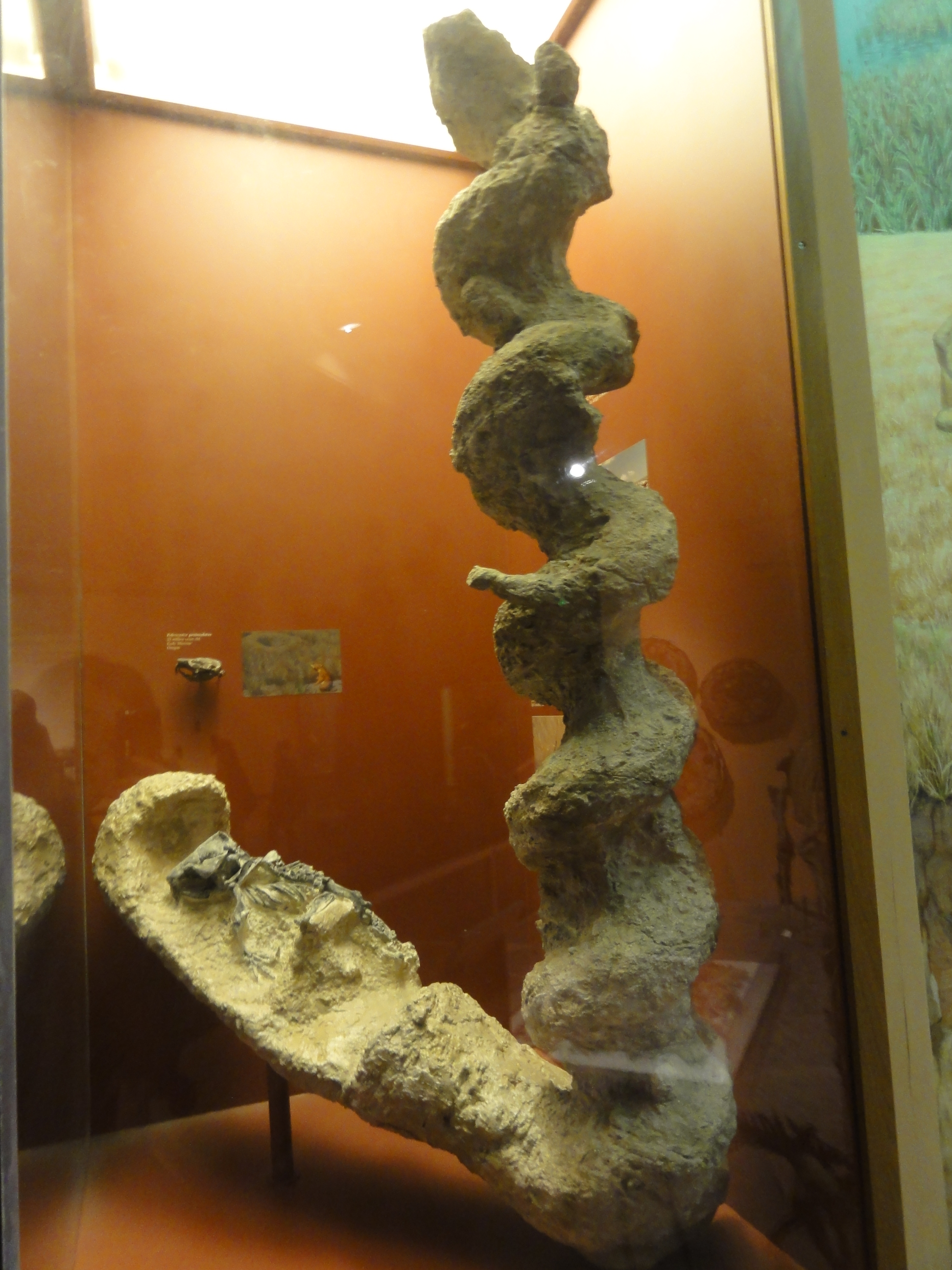
Tana fossile di Palaeocastor, un antenato degli attuali castori, nella quale è rimasto fossilizzato anche l'animale, di cui si osserva lo scheletro nella camera abitativa

L'attività fossoria produce un disturbo del terreno o del sedimento entro cui avviene, e se questo non viene ulteriormente rimaneggiato o rimescolato, ad opera di ulteriore attività fossoria, correnti d'acqua, onde o per azioni di frane, la traccia fossoria si conserva assieme al sedimento. In paleontologia sono quindi note diverse tracce fossilizzate di tane o di altre attività di scavo ad opera di animali. Ogni specie animale fossoria presenta una sua tipica traccia fossile; la branca paleontologica che studia queste tracce fossili è l'icnologia.